# سوزان پرکین
سوزان پرکین شیمی‌دان انگلیسی، استاد شیمی-فیزیک دانشگاه آکسفورد است. تحقیقات وی در زمینه فیزیک مایعات و مواد نرم است. وی در سال ۲۰۱۶جایزه یادبود هریسون-ملدولا را دریافت کرد و به‌عنوان سخنران مجله ماده نرم ۲۰۱۸ معرفی شد. وی در سال ۲۰۱۵ کمک‌هزینه شروع شورای تحقیقات اروپا و در سال ۲۰۲۰ کمک‌هزینه یکپارچه شورای تحقیقات اروپا را دریافت نمود.

## سنین جوانی و تحصیلات
پرکین دانشجوی کارشناسی دانشگاه آکسفورد بود و دوره کارشناسی ارشد شیمی را در کالج سنت جان گذارند.  وی برای تحقیقات دکترا در آکسفورد ماند و در آنجا در کنار جیکوب کلاین کار کرد.  تحقیقات او در آکسفورد و موسسه علوم وایزمن بود. قبل از اتمام دوره دکترا، وی یک پژوهش به‌عنوان دانشجوی ارشد در کالج مرتون، آکسفورد انجام داد. 

## تحقیق و حرفه
در سال ۲۰۰۷، وی به عنوان عضو شورای پژوهشی انگلستان در دانشگاه کالج لندن انتخاب شد.  وی در سال ۲۰۱۲ به آکسفورد بازگشت و به عضویت هیئت علمی گروه شیمی درآمد، جایی که به عنوان عضو کالج ترینیتی فعالیت می‌کند. 
پرکین به فصل مشترک‌های مایع علاقه‌مند است و با استفاده از تعادل نیروهای سطحی، آن‌ها را مورد مطالعه قرار داده است. در چنین آزمایش‌هایی، مایع‌ها بین عایق‌ها یا الکترودها محدود می‌شوند و ویژگی‌های مکانیکی، نوری، الکتریکی و دینامیکی آن‌ها اندازه‌گیری می‌شود.  این تنظیم، امکان مشخصه‌یابی خواص مواد در هر دو محیط طبیعی (یعنی غیر مغرض یا بایاس نشده) و محیط کار (یعنی در حین کار دستگاه) را فراهم می‌کند. این نوع خواص برای استفاده از مواد کاربردی در ذخیره انرژی و مواد زیستی ضروری است. 
او با برنامه بودجه شورای تحقیقات اروپا پروژه‌ای را هدایت می‌کند که در مورد بررسی مواد الکترولیتی است و در تلاش برای درک فیزیک پایه زیربنای خواص و اندرکنش‌های آن‌ها است.  مواد الکترولیتی در الکترولیت‌های باتری استفاده می‌شود و فضای داخلی موجودات نمک‌دوست را تشکیل می‌دهد. یک نوع الکترولیت، مایع یونی است که در شرایط محیط در حالت مایع است زیرا ساختارهای نامتقارن و حجیم یونی آن‌ها متبلور نمی‌شود. با وجود این، نمی‌توان دینامیک مایع‌های یونی را با استفاده از نظریه‌های فیزیکی مرسوم توضیح داد.  با استفاده از تجزیه و تحلیل نیروی سطح برای بررسی مایع‌های یونی، پرکین نشان داده است که می‌توان طول غربالگری، مرتبه نزدیک سطح، ظرفیت خازن و تنظیم بار را تخمین زد. 

## جوایز و افتخارها
- ۲۰۱۵ کمک‌هزینه شروع شورای تحقیقاتی اروپا
- ۲۰۱۶ مدال و جایزه ملدولا [۹]
- ۲۰۱۶ جایزه فیلیپ لورهولم [۱۰]
- ۲۰۱۸ سخنرانی در مجله ماده نرم [۳]
- ۲۰۲۰ کمک‌هزینه یکپارچه شورای تحقیقاتی اروپا [۷]

## گزیده آثار
- Perkin, Susan (2012-03-21). "Ionic liquids in confined geometries". Physical Chemistry Chemical Physics (به انگلیسی). 14 (15): 5052–5062. Bibcode:2012PCCP...14.5052P. doi:10.1039/C2CP23814D. ISSN 1463-9084. PMID 22301770.
- Perkin, Susan; Albrecht, Tim; Klein, Jacob (2010-01-26). "Layering and shear properties of an ionic liquid, 1-ethyl-3-methylimidazolium ethylsulfate, confined to nano-films between mica surfaces". Physical Chemistry Chemical Physics (به انگلیسی). 12 (6): 1243–1247. Bibcode:2010PCCP...12.1243P. doi:10.1039/B920571C. ISSN 1463-9084. PMID 20119601.
- Smith, Alexander M.; Lee, Alpha A.; Perkin, Susan (2016-06-16). "The Electrostatic Screening Length in Concentrated Electrolytes Increases with Concentration". The Journal of Physical Chemistry Letters. 7 (12): 2157–2163. arXiv:1607.03926. doi:10.1021/acs.jpclett.6b00867. PMID 27216986.